# Amphicteis chilensis
Amphicteis chilensis är en ringmaskart som beskrevs av Hartmann-Schröder 1965. Amphicteis chilensis ingår i släktet Amphicteis och familjen Ampharetidae. Inga underarter finns listade i Catalogue of Life.